# Trattato romano-persiano del 363
Il trattato di pace del 363 tra l'Impero romano d'oriente e l'Impero sasanide fu il conseguente trattato della guerra persiana dell'imperatore Giuliano. Alla morte di Giuliano, il neoeletto imperatore, Gioviano, fu costretto a firmare un umiliante trattato con il quale venivano date concessioni territoriali e diplomatiche ai sasanidi.

## Sfondo

### I preparativi di Giuliano
Dopo la sua ascesa al trono romano nel 361, l'imperatore Flavio Claudio Giuliano riprese la guerra contro la Persia sasanide. Nell'inverno del 362-63 Giuliano stabilì il suo quartier generale ad Antiochia, e non appena arrivò la primavera fu pronto a scendere in campo. Entro un mese dalla sua partenza da Antiochia, una forza di circa 80.000 uomini era stata radunata a Carre. Questo esercito al comando di Giuliano marciò rapidamente a sud-est lungo il fiume Eufrate in direzione di Ctesifonte, la capitale nemica. Il resto delle forze romane, con l'aiuto del re d'Armenia Arsace II, ricevette l'ordine di effettuare un congiungimento con l'imperatore prima delle mura di Ctesifonte, marciando a est attraverso Nisibi e poi a sud lungo il Tigri.

### Progresso della guerra
Il braccio meridionale dell'invasione romana ebbe un primo successo. Il Tigri fu attraversato, e l'esercito sasanide che ne contestava il passaggio fu sconfitto e costretto a rinchiudersi a Ctesifonte. Dopo un vano tentativo di penetrare più a est fino a Susa, Giuliano fu costretto ad abbandonare la sua flotta e la maggior parte delle sue provviste, e alla fine si convinse che non gli restava altra scelta che la ritirata.
Il 26 giugno 363, durante la battaglia di Samarra, Giuliano fu ferito. La sua morte in quella notte, e la successiva elezione, da parte delle truppe, di Gioviano come suo successore, sembravano garantire la fine della campagna. Gioviano guidò le legioni romane a Dura. Quando arrivarono, le loro provviste erano esaurite e i loro tentativi di attraversare il Tigri fallirono. Gioviano, senza possibilità di ricorso, chiese a Sapore la pace.

## Termini del trattato
I termini del trattato furono:
- Una tregua di trent'anni[13]
- Rinuncia all'influenza romana in Armenia[14]
- Ritorno di Arzanene, Moxoene, Zabdicene, Rehimena e Corduene all'impero sasanide[12]
- Resa di Nisibis, Castra Maurorum e Singara all'Impero sasanide[12]